# Johannes Scherr

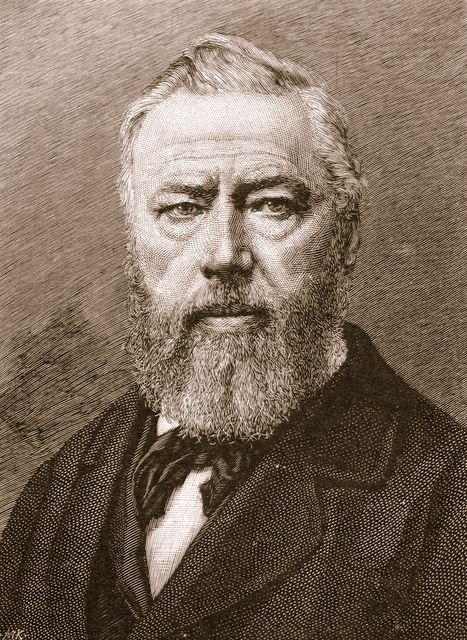
Johannes Scherr

Johannes Scherr (* 3. Oktober 1817 in Rechberg-Hinterweiler; † 21. November 1886 in Zürich, Schweiz) war ein deutscher Kulturhistoriker und Schriftsteller.

## Leben
Johannes Scherr war der Sohn des Lehrers Franz Scherr und dessen Frau Cäcilie, geborene Nüding. Scherr machte 1837 sein Abitur am bischöflichen Konvikt in Ehingen und brach dann eine Ausbildung zum katholischen Priester ab. Von 1837 bis 1840 studierte er deutsche Philologie und Geschichte an der Universität Tübingen. Von 1840 bis 1843 war er Lehrer an der Privatschule für Taubstumme seines Bruders Ignaz Thomas Scherr in Winterthur und danach Schriftsteller in Stuttgart. Von 1848 bis 1849 war er Abgeordneter der Zweiten Kammer des württembergischen Landtags für Geislingen. Scherr musste nach der gescheiterten Revolution 1849 in die Schweiz fliehen, wo er sich habilitieren konnte und 1860 zum Ordinarius für Geschichte am Polytechnikum Zürich aufstieg. Von 1855 bis 1857 war er Chefredakteur des in Winterthur erscheinenden Landboten.
Scherr legte eine Vielzahl kulturhistorischer Veröffentlichungen vor, von denen am einflussreichsten die Deutsche Kultur- und Sittengeschichte war. Daneben verfasste er auch Romane und Erzählungen. Er vertrat eine stark konservative und deutschnationale sowie frankophobe Gesinnung.
Johannes Scherr war ab 1845 mit der Volksschriftstellerin und Kochbuchautorin Maria Susanne Kübler (1814–1873) verheiratet, die er bereits während seiner Zeit als Lehrer in Winterthur kennenlernte und die ihm nach ihrer Scheidung nach Stuttgart gefolgt war.
Er fand seine letzte Ruhestätte auf dem Zürcher Friedhof Sihlfeld.
Seine Tochter Marie Scherr (1876–1942) heiratete 1904 den Chemiker Erich Ebler.

## Werke (Auswahl)
- Sagen aus Schwabenland, 1836
- Der Student von Ulm, 1841
- Ein Priester, 1843
- Georg Herwegh. Literarische und Politische Blätter. Steiner: Winterthur, 1843 (Digitalisat des Münchener Digitalisierungszentrums)
- Württemberg im Jahr 1844, 1844
- Der Prophet von Florenz, 1845
- Erbauliches und Beschauliches für andächtige Seelen, 1846
- Die Waise von Wien, 1847
- Der Wildschütz, 1850
- Allgemeine Geschichte der Literatur von den ältesten Zeiten bis auf die Gegenwart, 1851, zahlreiche Neuauflagen
- Graziella, 1852
- Geschichte deutscher Cultur und Sitte, 1852–1853 (Digitalisat des Münchener Digitalisierungszentrums), ab 2. Auflage 1858 als Deutsche Kultur- und Sittengeschichte; zahlreiche weitere Auflagen (9. Auflage Leipzig 1887).
- Die Pilger der Wildniß. Historische Novelle, 1853, zahlreiche weitere Auflagen
- Schiller, 1856
- Rosi Zurflüh, 1860
- Die Nibelungen. In Prosa übersetzt, eingeleitet und erläutert von Johannes Scherr. Leipzig: Wigand 1860. Digitalisierte Ausgabe der Universitäts- und Landesbibliothek Düsseldorf
- Geschichte der deutschen Frauen, 1860, Neuauflage 1928
- Die Gekreuzigte, oder das Passionsspiel von Wildisbuch, 1860, 2. Auflage 1874 (Digitalisat; über Margaretha Peter)
- Dämonen, 1871
- Novellenbuch, 1873
- Grössenwahn. Vier Kapitel aus der Geschichte menschlicher Narrheit, Max Hesse Verlag, Leipzig 1876
- Germania. Zwei Jahrtausende deutschen Lebens, 1879, zahlreiche weitere Auflagen
- Porkeles und Porkelessa, 1882, vier Auflagen
- Menschliche Tragikomödie. Gesammelte Studien, Skizzen und Bilder, 12 Bände, Verlag Otto Wigand, Leipzig ³1884